# 코바야시 아이카
코바야시 아이카(일본어: 小林 愛香 こばやし あいか[*], 1993년 10월 23일 ~ )는 일본의 가수이자 성우. 가나가와현 출신. 러브라이브 Aqours의 츠시마 요시코의 성우이다.

## 생애
코바야시는 1993년 10월 23일 가나가와 현에서 태어났다. 안무 실력이 뛰어난 편이다. 그녀는 어머니가 한국인과 일본인의 혼혈이고 아버지가 일본인인 4분의 1의 한국계 혼혈이다. 코바야시는 5세 때 발레를, 초등학교 3학년 때 힙합을 배웠다.
2011년 코바야시는 TV 애니메이션 프리징의 엔딩 테마인 "널 지키고 싶어"(君を守りたい)의 가수로 데뷔하여 오프닝 테마와 함께 스플릿 싱글로 발매되었다. 2012년 코바야시는 TV 애니메이션 퀸즈 블레이드 리벨리온(Queen's Blade Rebellion) 엔딩곡 "Future is Serious"의 싱글을 발매했다. 두 싱글 모두 미디어 팩토리의 음반사에서 발매되었다.
코바야시는 아이다 리카코, 스즈키 아이나와 함께 아이돌 그룹 Aqours의 서브 유닛 길티 키스에 소속되어 있었다. 코바야시는 팬들과 Aqours 멤버 모두에게 아이캰(Aikyan)이라는 별명을 가지고 있다.
2019년에는 데뷔 싱글 'NO LIFE CODE'를 발매했다.